# 有末麻祐子
有末 麻祐子（ありすえ まゆこ、1992年1月25日 - ）は、日本のファッションモデル、女優、タレントである。埼玉県上尾市出身。レプロエンタテインメント所属。

## 略歴
女子中学生向けファッション雑誌『Hana*chu→』のスタッフにスカウトされ読者モデルとして同誌に登場。その後、『Audition』に載っていた第1回浅井企画俳優女優オーディションに応募し、同事務所所属。
2007年、女子中高生向けファッション雑誌『Seventeen』のオーディションで「ミスセブンティーン2007」に選ばれる。同年9月号より同誌専属モデルとして活動。
2007年11月15日放送の『ダウンタウンDX』でバラエティ番組初出演。その際は事務所の先輩である関根勤とともに出演した。
2008年、『正しい王子のつくり方』で連続ドラマ初レギュラー出演。
2010年、『仮面ライダーオーズ/OOO』で里中エリカ役を演じ人気を得る。
2012年4月号をもって『Seventeen』を卒業し、同年6月号より『ViVi』のレギュラーモデルとして活動。
2014年1月より2015年3月まで、バロックジャパンリミテッドの展開ブランドである「SLY LANG」プロジェクトディレクター。
2014年10月号より『JJ』の専属モデルとして活動。
2015年、レプロエンタテインメントに移籍。
2020年、自身がディレクションする新ブランド「MATURED」（マチュアード）がスタート。

## 人物
- 特技はテニス（中学時代は軟式テニス部に所属、後衛を務めていた）[8]、習字、硬筆。特に習字、硬筆は特待生の腕前。また、中学生時代にはリレーの選手もずっとやっていた[8]。趣味は映画、マリンスポーツ、ゴルフ。小型船舶免許（ジェットスキー）取得[9]。
- 浅井企画初のファッションモデルであった[3]。
- 2019年11月26日、3歳上の一般男性と結婚したことをインスタグラムを通じて発表[10][11]。

## 出演

### 映画
- ひゃくはち （2008年8月、森義隆監督）- 千渚 役
- 二重心臓 （2008年10月、秋原正俊監督）- 江馬美鳥 役
- GIRLS LOVE （2009年、川上春奈監督）- さなえ 役
- Re:涙雨、 （2008年10月、池田千尋監督）魔法のiらんど - 平田ゆず 役
- 制服サバイガール（2008年12月、金子大志監督）- 工藤坩那 役
- 斜陽（2009年5月、秋原正俊監督）
- はい!もしもし、大塚薬局ですが（2010年、勝又悠監督）- 大塚英子 役
- 仮面ライダーシリーズ（東映） - 里中エリカ 役
  - 仮面ライダー×仮面ライダー オーズ&ダブル feat.スカル MOVIE大戦CORE（2010年12月18日公開、田﨑竜太監督）
  - 劇場版 仮面ライダーオーズ WONDERFUL 将軍と21のコアメダル（2011年8月6日公開、柴﨑貴行監督）
  - 仮面ライダー×仮面ライダー フォーゼ&オーズ MOVIE大戦MEGA MAX（2011年12月10日公開、坂本浩一監督）
- 鯉ヶ窪学園探偵部シリーズ「放課後はミステリーとともに」（2011年5月、東川篤哉原作）- ヒロイン・小笠原玲華 役
- ソウル・オブ・ロック（2012年2月、天野裕充監督）- 主演・レイカ 役
- 闇金ウシジマくん （2012年8月25日公開、山口雅俊監督）- ユウカ 役

### テレビドラマ
- 正しい王子のつくり方（2008年1月 - 3月、テレビ東京）- 佐野芙柚子 役
- ドラマ8キャットストリート（2008年、NHK総合）第5話ゲスト - さゆみ役
- LOVE17（2008年12月28日、名古屋テレビ放送･表記はメーテレ）- 松尾美羽 役
- 恋とオシャレと男のコ（2009年4月 - 6月、BS-TBS）- ギネス・ワールド・レコーズ（ワンシーン・ワンカット世界最長連続ドラマ）
- ケータイ刑事 銭形命 （2009年8月1日、BS-TBS）第5話「売れないモデルの悲劇!〜恋とオシャレと男のコ殺人事件」ゲスト - 麻祐子 役（番組ホームページ（予告）では「1975年生」と誤って表示されていた。）
- 月曜ゴールデン「警視庁機動捜査隊216『長い夜』」（2010年7月19日、TBS）- 朝井リエ 役
- 仮面ライダーオーズ/OOO（2010年9月5日 - 2011年8月28日、テレビ朝日）- 里中エリカ 役
- アスコーマーチ〜明日香工業高校物語〜（2011年6月12日、テレビ朝日）第6話ゲスト - 八巻香織 役
- ラッキーセブンスピンオフ 「私立探偵 真壁リュウ」』（2012年1月-CSフジ、尾形竜太監督）- ユリ 役
- 戦国BASARA-MOONLIGHT PARTY-（2012年7月 -、毎日放送）- 上杉謙信 役

### ショートムービー
- NTTdocomo「合格ドコモダケ」全3篇 （2009年12月 - ）- 主演

### ネットムービー
- ネット版 仮面ライダーオーズ ALLSTARS 21の主役とコアメダル（2011年、東映）- 里中エリカ 役
- ネット版 仮面ライダーオーズ バースX誕生・序章（2022年3月13日、東映特撮ファンクラブ） - 里中エリカ 役
- オーズ10th 仮面ライダーバース バースX誕生秘話（2022年7月3日、東映特撮ファンクラブ） - 里中エリカ 役[12]

### オリジナルビデオ
- 仮面ライダーオーズ 10th 復活のコアメダル（2022年） - 里中エリカ 役[13]

### 情報・バラエティ番組
- ウチスタCollection（フジテレビ）
- 世界の果てまでイッテQ! … 同じセブンティーンモデルの手嶋ゆかと共演。（日本テレビ）
- ラジかるッ（日本テレビ）
- めざましテレビ 「MOTTOいまドキ!」 レギュラー（2008年4月 - 2010年3月、フジテレビ）
- みんなで恋しよ!ケータイ小説FACTORY（2008年7月29日 - 、メ〜テレ）レギュラー
- レコ☆HITS!（2009年1月14日 - 2011年3月29日、日本テレビ）レギュラー
- きらめきいっぱいさいたま市（2009年4月 - 2010年3月、テレビ埼玉）レギュラー
- 激モテ!セブンティーン学園（2009年7月 - 2010年3月、BS-TBS）MC
- バージョンアップ（メ〜テレ）ナビゲーター
- 激♡恋･･･運命のラブストーリー･･･ 第2部（2010年4月8日 - 5月27日、NHK総合）神田愛花アナウンサー、松井絵里奈、柏木由紀とともにお便りコーナーで登場。
- 恋するダーウィン〜美人進化論〜（2010年6月10日 - 2010年9月30日、日本テレビ）レギュラー
- ZIP!（2011年4月 - 2012年3月、日本テレビ）
- プレミアの巣窟（2011年4月 - 2011年9月、フジテレビ）
- ひみつの嵐ちゃん!（2011年12月8日、TBSテレビ）
- 笑う!アメカン（2012年、日本テレビ）
- ツボ娘（6月20日、TBSテレビ）
- 東京上級デート（2013年6月26日、テレビ朝日）
- 芸人報道（2013年6月10日、日本テレビ）
- ツボ娘（2013年6月19日、TBSテレビ）
- 「スッパラッパ」（2013年6月22日、日本テレビ）
- ヒルナンデス!（2013年6月21日、7月5日、日本テレビ）
- 世界一受けたい授業（2013年7月20日、日本テレビ）
- 大久保じゃあナイト（2013年10月-2014年3月、TBSテレビ）レポーター
- VS嵐（2015年3月5日、フジテレビ）

### ラジオ
- オールナイトニッポンR（2008年6月21日、ニッポン放送）- 波瑠、水沢エレナと3人のワンデーパーソナリティ
- 銀河に吠えろ!宇宙GメンTAKUYA「Voice of 11PM」ニッポン放送）
- 小宮光二 この人と語ろう(ラジオ日本) - アシスタント

### CM
- 東京ディズニーリゾート「Let's!春キャン!」（2008年）- STモデルの4人（有末麻祐子、赤谷奈緒子、南條有香、佐藤ありさ)で出演（2008年）
- ヒルクライム「春夏秋冬」（2009年）
- ロート製薬「肌研（ハダラボ）」（2009年）
- ロート製薬 メンソレータム モイスティアラ （2010年7月24日 - ）- 剛力彩芽、鈴木友菜、岡本杏理との共演。
- ホーユー『ビューティラボ・泡の寝ぐせ直しドッキリ』Web（2011年11月 - ）
- 理研ビタミン「リケンのノンオイル セレクティ胡麻ドレッシング」、「リケンのノンオイル青じそドレッシング」（2016年6月 - ）

### イメージモデル
- イーストボーイ（2009年）
- 中沢フーズ（2009年）
- オカモト産業（2010年、2011年）
- Ravijour[14]

### ショー
- 神戸コレクション東京ランウェイ
- 東京ガールズコレクション
- Girls Award
- 静岡コレクション

### PV
- 宇佐元恭一「雨ニモマケズ」
- BENI「恋焦がれて」
- Love「Second Love 〜ただ一つの願いさえ〜」
- 伊達明&後藤慎太郎（C.V.岩永洋昭&君嶋麻耶）「Reverse / Re：birth」
- Tiara「時をとめて feat. WISE／ホントのキモチ」- 主演

### その他
- SH-05B（やんちゃピンク）- NTTドコモ×シャープ×Seventeenのコラボレーションにより開発された携帯電話。（2010年2月発売）

## 書籍

### 雑誌連載
- Hanachu→（主婦の友社）
- Seventeen（2007年9月号 - 2012年4月号、集英社）専属モデル（STモ）
- ViVi（2012年6月号 - 2014年、講談社）レギュラーモデル
- JJ（2014年10月号 - 、光文社）専属モデル